# Baron Belper

Wappen der Barone Belper

Baron Belper, of Belper in the County of Derby, ist ein erblicher britischer Adelstitel in der Peerage of the United Kingdom.
Familiensitz der Barone ist The Park in Kingston on Soar im Borough Rushcliffe in Nottinghamshire.

## Verleihung
Der Titel wurde am 29. August 1856 für den liberalen Politiker Edward Strutt geschaffen. Dieser war ein Enkel des Textilunternehmers und Erfinders Jedediah Strutt.
Heutiger Titelinhaber ist seit 1999 dessen Ur-urenkel Richard Strutt als 5. Baron.

## Liste der Barone Belper (1856)
- Edward Strutt, 1. Baron Belper (1801–1880)
- Henry Strutt, 2. Baron Belper (1840–1914)
- Algernon Strutt, 3. Baron Belper (1883–1956)
- Ronald Strutt, 4. Baron Belper (1912–1999)
- Richard Strutt, 5. Baron Belper (* 1941)

Titelerbe (Heir apparent) ist der Sohn des aktuellen Titelinhabers, Hon. Michael Strutt (* 1969).